# 42478 Inozemtseva
42478 Inozemtseva este un asteroid din centura principală de asteroizi.

## Descriere
42478 Inozemtseva este un asteroid din centura principală de asteroizi. A fost descoperit pe 7 septembrie 1981 la Observatorul de Astrofizică din Crimeea de Liudmila Karacikina. Asteroidul prezintă o orbită caracterizată de o semiaxă mare de 2,68 ua, o excentricitate de 0,21 și o înclinație de 12,2° în raport cu ecliptica.